# Ferdinand Habersack

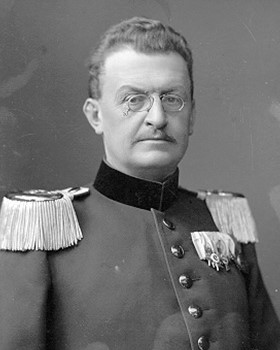
General Ferdinand Habersack

Karl Georg Ferdinand Habersack (* 8. März 1858 in Lindau; † 27. Oktober 1938 in München) war ein deutscher Offizier.

## Familie
Ferdinand Habersack war der Sohn des Advokaten Johann Ferdinand Julius Georg Habersack (1821–1863) und dessen Ehefrau Eveline geb. Dotterweich (1833–1874). Aus seiner am 14. Dezember 1893 geschlossenen Ehe mit Berta Weishaupt (1871–1959) gingen keine Kinder hervor.

## Leben
Nach Abschluss des Realgymnasiums trat Ferdinand Habersack 1875 als Freiwilliger seinen Dienst als Kanonier bei der Feldartillerie an und wurde 1877 Leutnant. Er wurde Ende März 1883 vom 3. Feldartillerie-Regiment zur Artillerie-Prüfungskommission kommandiert. 1889 wurde er dem 22. Lehrgang der Bayerischen Kriegsakademie zugeteilt, aber bereits 1890, zwei Jahre vor eigentlichem Ende des Lehrgangs, zum Hauptmann befördert und Batteriechef im 1. Feldartillerie-Regiment (München). Von Ende September 1904 bis Mitte Juli 1907 war er als Oberstleutnant Kommandeur des 10. Feldartillerie-Regiments (Erlangen).
Anschließend übernahm er das Kommando über die 4. Feldartillerie-Brigade, von dem er Ende Mai 1911 unter Stellung zur Disposition zurücktrat. Im Mai 1908 war er zum Generalmajor befördert worden.
Ab 1899 errichtete das Ehepaar Habersack eine Villa in Wartaweil am südlichen Ostufer des Ammersees, die nach dem Tod von Berta Habersack dem Bund Naturschutz gestiftet wurde.